# Conférences Black Hat
Pour les articles homonymes, voir Black hat (homonymie).

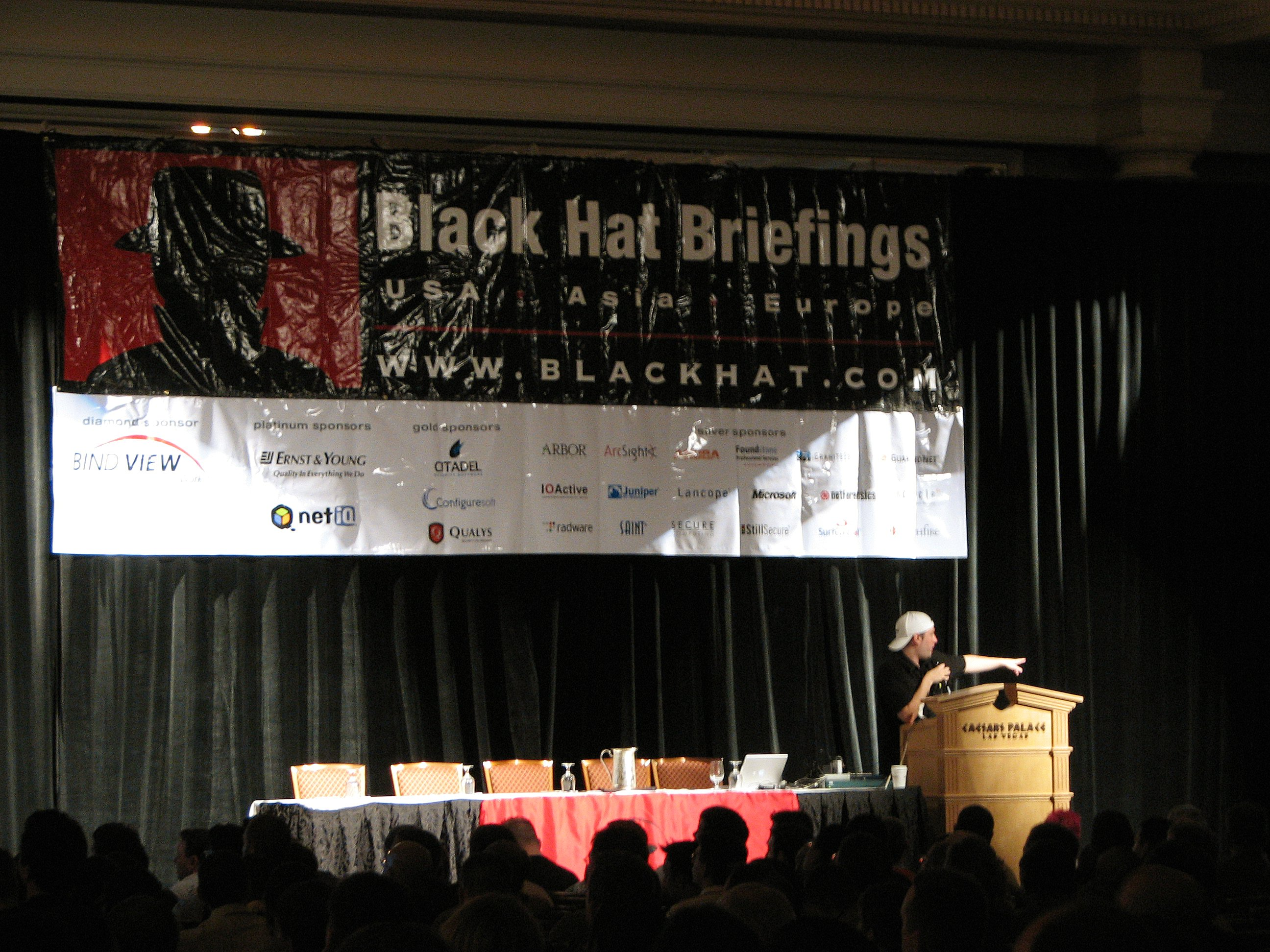
Michael Lynn lors d'une conférence Black Hat en 2005 à Las Vegas

Black Hat est une société fondée en 1997 par Jeff Moss, réputée pour organiser un réseau de conférences fournissant des points de vue nouveaux et exclusifs sur la sécurité de l'information. 
Les  Conférences Black Hat (ou Black Hat Briefings) sont un événement unique qui rassemble officiellement des experts des agences gouvernementales américaines et des industries, américaines ou non, avec les hackers les plus respectés de l'« underground ». Ces forums sont régulièrement organisés à Las Vegas (Black Hat USA), Amsterdam (Black Hat Europe), Tokyo (Black Hat Japan), et  Singapour (Black Hat Asia). Un événement est spécialement organisé pour les agences fédérales américaines à Washington (Black Hat Federal), et un autre sur la sécurité sur les systèmes d'exploitation Microsoft Windows (Black Hat Windows Security).
L'événement à Las Vegas se déroule juste avant la DEF CON, un autre événement majeur en sécurité de l'information.
En 2005, Jeff Moss vend Black Hat à CMP Media, une filiale de United Business Media basée en Grande-Bretagne, pour 14 millions de dollars américains.  Il continue toutefois à organiser la conférence. DEF CON n'était pas inclus dans la transaction.

## Black Hat Europe
Black Hat Europe est organisé à Amsterdam, aux Pays-Bas, depuis 2000.
Les partenaires principaux sont :
- Radware (en)
- Club de la sécurité des systèmes d'information français (Clusif)
- European Institute for Computer Antivirus Research (Eicar)
- IEEE Computer Society
- Security TaskForce
- GVIB
- EEMA
- IPv6 Forum
- SecurIST
- WCAI

## Conférence Black Hat SEO
La première conférence de Black Hat SEO a été inaugurée à Toulouse le 7 mai 2011. Celle-ci a rassemblé une centaine de personnes et dix intervenants.